# Forest Barber
Forest Barber (Fort Worth, Texas, 3 oktober 1952) is een Amerikaans autocoureur. In 2004 won hij de 24 uur van Daytona.

## Carrière
Barber begon zijn racecarrière in de motorsport. Hierin nam hij deel aan het motorcross en het enduro. Vervolgens ging hij racen in een motorboot. Tussen 1997 en 1999 won hij vijf wereld- en nationale kampioenschappen binnen deze tak van de sport. Hierna stapte hij over naar de autosport. In 2000 reed hij in een race van het USAC Formula Russell Championship. In 2003 stapte hij over naar de Daytona Prototype-klasse van de Rolex Sports Car Series, waarin hij uitkwam voor zijn eigen team Bell Motorsports. Samen met Terry Borcheller won hij vijf races, maar omdat hij zelf twee races moest missen, werd hij zevende in de eindstand, terwijl Borcheller kampioen werd.
In 2004 behaalde Barber zijn grootste succes toen hij de 24 uur van Daytona won, een zege die hij deelde met Borcheller, Christian Fittipaldi en Andy Pilgrim. Het was zijn enige overwinning van dat seizoen, waarin hij slechts de helft van de races reed. In 2005 en 2006 ging hij minder racen en kwam hij enkel uit in de 24 uur van Daytona. In 2007 en 2008 reed hij nog enkele races in de Mazda MX-5 Cup. Hierna beëindigde hij zijn racecarrière.